# گوشه سخنرانان

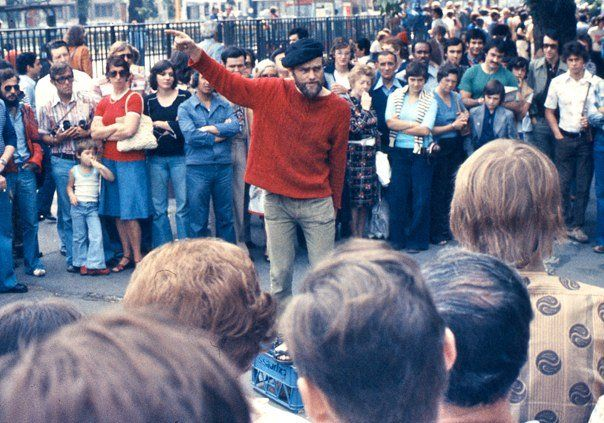
سخنران در گوشه سخنرانان لندن، ۱۹۷۴

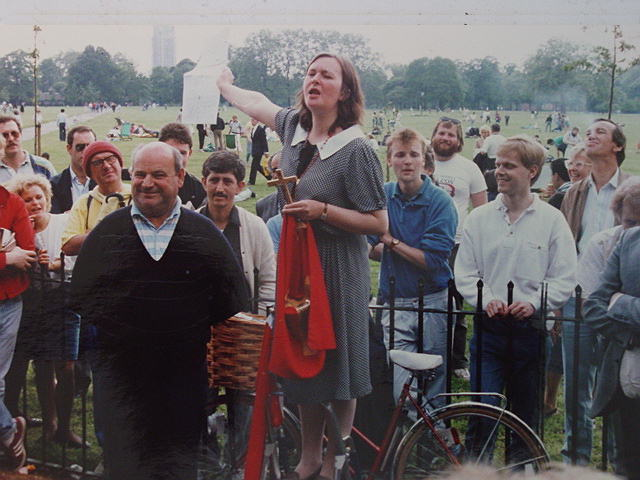
گوشه سخنرانان، آوریل ۱۹۸۷

گوشه سخنرانان منطقه‌ای است که در آن سخنرانی آزاد در فضای باز و بحث و گفتگو مجاز است. اصلی‌ترین و شناخته‌شده‌ترین آن در گوشه شمال شرقی هاید پارک در لندن، انگلستان است. از نظر تاریخی تعدادی از مناطق دیگر به عنوان گوشه سخنران در پارک‌های دیگر لندن مانند لینکلنز این فیلدز، پارک فینزبری، کلافم کامن، پارک کنینگتون و پارک ویکتوریا نیز وجود داشت. همچنین مناطقی به عنوان گوشه سخنرانان در کشورهای دیگر و جاهای دیگر در بریتانیا ایجاد شده است.

## هاید پارک
{{{گزارمان}}}

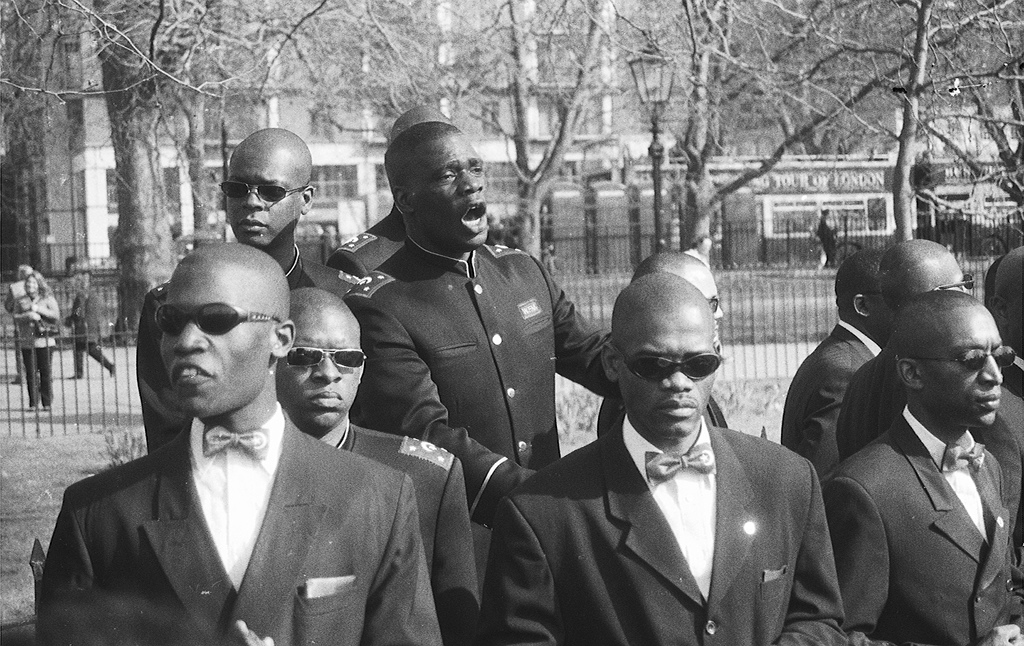
عضو ملت اسلام و کمدین سابق لئو ایکس چستر در گوشه سخنرانان، مارس ۱۹۹۹.

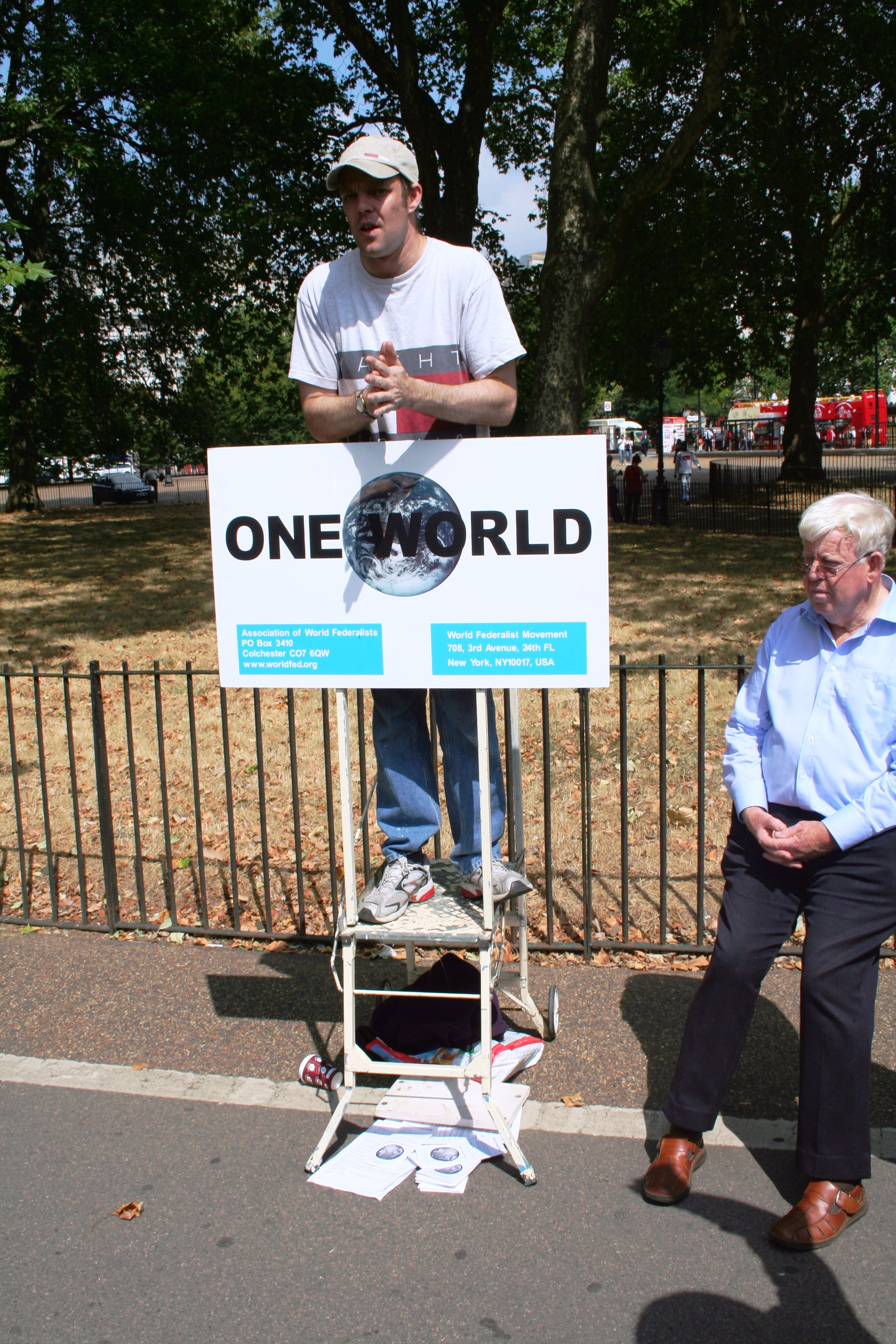
سخنران «یک جهان» در حمایت از یک دولت جهانی، اوت ۲۰۰۶.

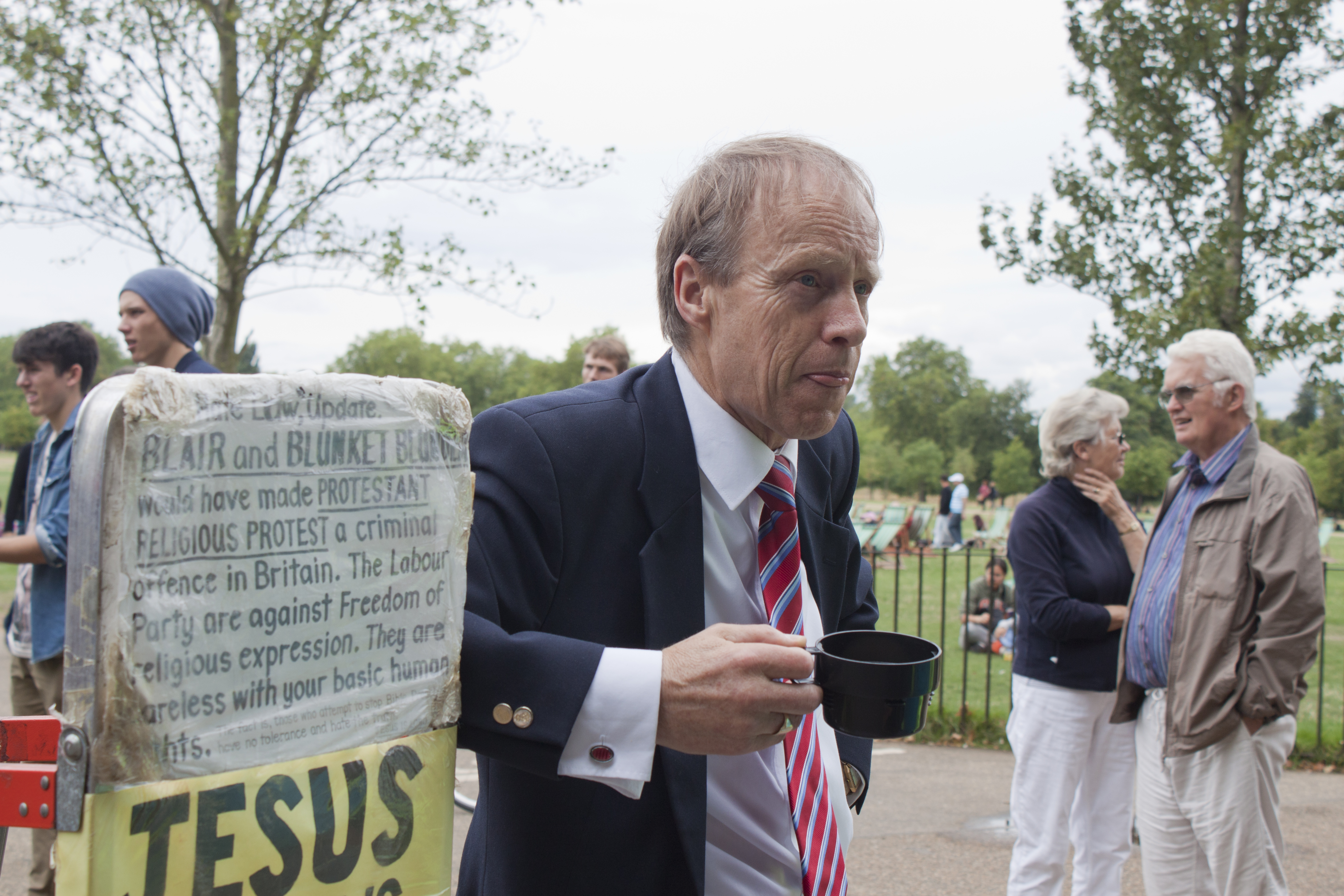
سخنران مسیحی در گوشه سخنرانان (۲۰۱۰)

سخنرانان در اینجا می‌توانند تا زمانی که پلیس سخنرانی‌های آنها را قانونی بداند، در مورد هر موضوعی صحبت کنند اگرچه این حق فقط به گوشه سخنرانان محدود نمی‌شود. برخلاف تصور رایج، که هیچ مصونیتی از قانون وجود ندارد و هیچ موضوعی ممنوع نیست، اما در عمل پلیس تنها زمانی مداخله می‌کند که شکایتی دریافت کند. در گذشته در برخی موارد به دلایل ناسزا مداخله کرده‌اند.